# Medjid Behboudov
Pour les articles homonymes, voir Behbudov.
Medjid Behboudov, en azéri : Məcid Behbudalı oğlu Behbudov, né le 18 avril 1873 à Choucha et mort le 6 septembre 1945 à Qazax, est un chanteur khanendé, l’un des représentants éminents de l’école de Karabakh. Il est le père du célèbre chanteur Rachid Behboudov.

## Biographie
Medjid Behboudov participe aux manifestations et cérémonies de mughams. Il habite à Karabakh, et Gandja, passe une partie de sa vie en Géorgie, se produit au théâtres et sur les scènes de concert. Sa voix attire  l’attention de la compagnie Gramophone. En 1910, à Riga, en compagnie de Machadi Djamil Amirov, il enregistre quelques tesnifs, mughams et chansons sur les disques. Il passe les dernières années de sa vie dans la région de Gazakh de l’Azerbaїdjan. Il travaille dans la maison de la culture et enseigne aux khanendés.

## Performances
À part les mugams, il chante des chansons dans les langues des peuples du Caucase, participe activement au développement de l'opéra azerbaïdjanais, joue dans un certain nombre d'opéras et d'opérettes mugham créés dans les années 1910. Il y a des informations sur les affiches et les pages imprimées de cette époque. Behboudov reste dans les mémoires en tant qu'interprète de rôles dans des opéras et des opérettes d'Üzeyir Hacıbəyov, ainsi que dans l'opéra Seifal-Mulk de Mechadi Djamil Amirov. Il fait des tournées en Iran.